# Работническа болница „Царица Йоанна“
Работническата болница „Царица Йоанна“ е построена в София – столицата на Царство България, през 1930-те години за нуждите на работниците със здравни осигуровки.

## Основаване
През 1920-те години в Царство България съзрява идеята за необходимостта от болница, която да обслужва осигурените работници. На 18 март 1927 г., на 65-ото си заседание, ХХІ обикновено народно събрание приема „Закон за построяване на болница на обществените осигуровки в Ст. София“. Законът възлага на Министерството на търговията, промишлеността и труда да построи за целите на обществените осигуровки болница в София на стойност до 30 000 000 лева. Възлага му също да купи от Софийската община подходящо място, като покупката на мястото и постройката на болницата се извърши с предвижданите за целта в бюджета на обществените осигуровки кредити. Законът е обнародван с Указ № 3 на цар Борис ІІІ на 24 март 1927 г. и е подписан и от тогавашния министър на търговията, промишлеността и труда Цвятко Бобошевски и от министъра на правосъдието д-р Тодор Кулев. Указът е публикуван в „Държавен вестник“ на 4 април 1927 г. През 1934 г. в брой 71 на „Държавен вестник“ е публикувано решението на Народното събрание за увеличаване на определената за построяването сума на 45 000 000 лева. Царица Йоанна дава името си на бъдещата болница и става патрон на идеята за създаването ѝ. Архитектурният план е възложен на известния архитект Георги Овчаров.
На 11 ноември 1936 г. министърът на търговията, промишлеността и труда издава заповед за назначаването на лекари в Работническа болница „Царица Йоанна“. В брой 59 на „Държавен вестник“ от 1937 г. в разпоредба са описани условията за одобрение на лекарите, кандидатстващи за работа в болницата. Тъй като дотогава не е намерена информация за официално откриване на болницата, за нейна рождена дата се приема датата на издаване на заповедта за назначенията в нея.

## Структура
Функционирането на Работническата болница „Царица Йоанна“ започва поетапно. Според публикация в „Медицински вестник“, брой 1 от 1938 г. тя е завършена окончателно през 1937 г., като част от сградата се използва за поликлиника още от 1934 г., аптека, „рентгенов институт“ и други. Съществуват документи за назначаване на персонал от януари 1936 г. Първи управител на болницата е д-р М. Станков.
Лежащо болни се приемат от 1 август 1938 г. Според информацията в „Медицински вестник“ от онова време работата на болницата е разделена на 3 отдела: болнична, поликлинична и диспансерна. Застъпени са следните болнични отделения: вътрешно с 85 легла, нервно с 20 легла, гръдоболно с 80 легла, хирургично с 60 легла, акушеро-гинекологично с 60 легла, кожно-венерично с 30 легла, очно-ушно-носно-гърлено с 30 легла.
Към всяко отделение работи съответна поликлиника. Освен това има и зъболечебна поликлиника, рьонтгенов институт с физиколечение, аптека, добре обзаведена лаборатория за изследване на материали от преходящи болни (за лежащо болни при всяко отделение има отделна малка лаборатория). Към гръдното отделение е придаден противотуберкулозен диспансер, към кожно-венерологичното – противовенеричен диспансер. При акушеро-гинекологическото отделение има съвещателна станция за майки и деца.

## ИСУЛ
На 8 август 1950 г. Министерският съвет на Народна република България издава постановление, с което предлага на Президиума на Народното събрание да издаде указ за основаване на Институт за специализация и усъвършенстване на лекарите (ИСУЛ). На 2 октомври 1950 г. с Указ № 528 на Народното събрание институтът е основан. Той се базира изключително върху територията на Работническата болница „Царица Йоанна“.